# Because I Can
Because I Can è il primo album in studio della cantante statunitense Katy Rose, pubblicato nel 2004.

## Tracce
1. Overdrive – 2:53
2. I Like – 3:30
3. Watching the Rain – 2:36
4. Enchanted – 3:36
5. Catch My Fall – 3:21
6. Snowflakes – 3:56
7. Glow – 3:24
8. Teachin' Myself to Dream – 3:10
9. Vacation – 2:21
10. Original Skin – 4:17
11. Lemon – 4:42
12. Because I Can – 3:16